# Wälder und Wiesen bei Burbach und Neunkirchen
Das Gebiet Wälder und Wiesen bei Burbach und Neunkirchen ist ein mit Verordnung von 2001 des Regierungspräsidiums Arnsberg ausgewiesenes Europäisches Vogelschutzgebiet (Schutzgebietkennung DE-5214-401) im Süden des deutschen Landes Nordrhein-Westfalen.
Die Vogelschutzrichtlinie der Europäischen Union dient der Erhaltung der wildlebenden, im Gebiet ihrer Mitgliedsstaaten heimischen Vogelarten und der Regelung des Schutzes, der Bewirtschaftung und der Regulierung dieser Vögel, ihrer Eier und Lebensräume.

## Lage
Das rund 47 Quadratkilometer große Vogelschutzgebiet „Wälder und Wiesen bei Burbach und Neunkirchen“ liegt im Kreis Siegen-Wittgenstein und gehört zum Naturraum Hoher Westerwald. Es erstreckt sich entlang des Dreiländerecks um Rabenscheid im Lahn-Dill-Kreis in Hessen, Oberdresselndorf im Kreis Siegen-Wittgenstein in Nordrhein-Westfalen und Weißenberg im Westerwaldkreis in Rheinland-Pfalz, zwischen dem zur Gemeinde Neunkirchen gehörenden Altenseelbach im Norden, der Bundesautobahn 45 im Osten sowie der Grenze zu Hessen im Südosten und der Grenze zu Rheinland-Pfalz im Südwesten.

## Beschreibung
Das Schutzgebiet „Wälder und Wiesen bei Burbach und Neunkirchen“ wird als „Gebiet mit Hainsimsen- und Waldmeister-Buchenwäldern, Schlucht- und Hangmischwäldern, Niederwäldern und extensiv genutzte Bergmähwiesen, Glatthafer- und Feuchtwiesen, zahlreichen kleinen bis mittelgroßen Bachläufen, blockschuttreichen Basaltverwitterungsböden sowie bachbegleitenden Erlen-Eschen-Wäldern“ beschrieben.
Das Vogelschutzgebiet beherbergt die landesweit größte Brutpopulation des Braunkehlchens, und im Gebiet liegt eines der letzten Brutvorkommen des Haselhuhns in Nordrhein-Westfalen.

### Lebensraumklassen
Folgende Flächenanteile nach Lebensraumklassen sind im Schutzgebiet erfasst:
|                                                                                |                                                                                |  |      |      |
| N06 – stehende und fließende Binnengewässer                                    | N06 – stehende und fließende Binnengewässer                                    |  | 1 %  | 1 %  |
| N07 – Moore, Sümpfe, Uferbewuchs                                               | N07 – Moore, Sümpfe, Uferbewuchs                                               |  | 1 %  | 1 %  |
| N08 – Heide, Gestrüpp                                                          | N08 – Heide, Gestrüpp                                                          |  | 3 %  | 3 %  |
| N09 – Trockenrasen, Steppen                                                    | N09 – Trockenrasen, Steppen                                                    |  | 1 %  | 1 %  |
| N10 – feuchtes und mesophiles Grünland                                         | N10 – feuchtes und mesophiles Grünland                                         |  | 12 % | 12 % |
| N14 – Melioriertes Grünland                                                    | N14 – Melioriertes Grünland                                                    |  | 5 %  | 5 %  |
| N16 – Laubwald                                                                 | N16 – Laubwald                                                                 |  | 36 % | 36 % |
| N20 – Kunstforste                                                              | N20 – Kunstforste                                                              |  | 39 % | 39 % |
| N22 – Binnenlandfelsen, Geröll- und Schutthalden, Sandflächen                  | N22 – Binnenlandfelsen, Geröll- und Schutthalden, Sandflächen                  |  | 1 %  | 1 %  |
| N23 – Sonstiges (Städte, Dörfer, Straßen, Deponien, Gruben, Industriegebiete)0 | N23 – Sonstiges (Städte, Dörfer, Straßen, Deponien, Gruben, Industriegebiete)0 |  | 1 %  | 1 %  |
|                                                                                |                                                                                |  |      |      |

### Lebensraumtypen
Im Vogelschutzgebiet „Wälder und Wiesen bei Burbach und Neunkirchen“ sind folgende Lebensraumtypen beschrieben:
- 3260 – Flüsse der planaren bis montanen Stufe mit Vegetation des Ranunculion fluitantis und des Callitricho-Batrachion
- 5130 – Formationen von Gemeinem Wacholder auf Kalkheiden und -rasen
- 6230 – Artenreiche montane Borstgrasrasen (und submontan auf dem europäischen Festland) auf Silikatböden*
- 6410 – Pfeifengraswiesen auf kalkreichem Boden, torfigen und tonig-schluffigen Böden
- 6430 – Feuchte Hochstaudenfluren der planaren und montanen bis alpinen Stufe
- 6510 – Magere Flachland-Mähwiesen
- 6520 – Berg-Mähwiesen
- 7140 – Übergangs- und Schwingrasenmoore
- 9110 – Hainsimsen-Buchenwald
- 9130 – Waldmeister-Buchenwald
- 9180 – Schlucht- und Hangmischwälder Tilio-Acerion*
- 91E0 – Auen-Wälder mit Schwarz-Erle und Gemeiner Esche*

Anmerkung: * = vom Verschwinden bedroht, die Europäische Gemeinschaft hat eine besondere Verantwortung für ihre Erhaltung.

## Schutzzweck
Wesentlicher Schutzzweck ist die Erhaltung und Entwicklung naturnaher Bergmisch-, Buchen- und Hangschuttwälder sowie der Niederwälder und die extensive Grünlandbewirtschaftung der Bergwiesen und Wiesentäler.
Die gebietsbezogenen Erhaltungs- und Entwicklungsziele sind je nach Art unterschiedlich beschrieben.

### Brutvögel

#### Braunkehlchen

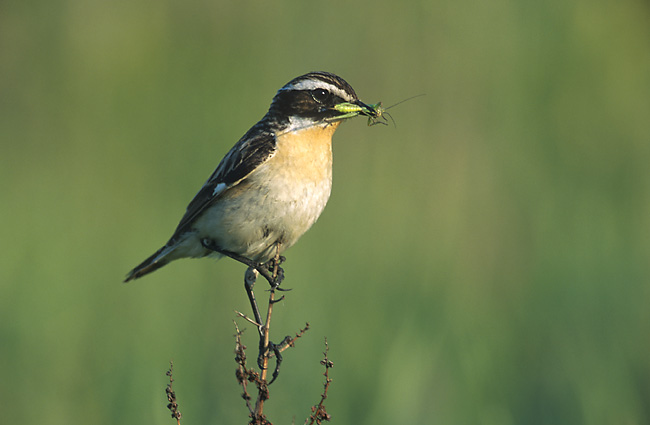
Braunkehlchen

Erhaltung von überwiegend spät gemähten extensiv bewirtschafteten Grünlandkomplexen, insbesondere mit Streuwiesenanteilen, Erhaltung der Großseggenriede, Moore und Heiden, von Saumstreifen wie Weg- und Feldraine sowie Rand- und Altgrasstreifen, aber auch von Brachen und gehölzfreien Böschungen, von vereinzelten Büschen, Hochstauden, Steinhaufen und anderen als Jagd-, Sitz- und Singwarten geeigneten Strukturen, von Sekundärlebensräumen wie aufgelassene Abbaustätten mit vorgenannten Lebensstätten, Erhaltung des Nahrungsangebots, insbesondere mit Insekten sowie Erhaltung störungsfreier oder zumindest störungsarmer Fortpflanzungsstätten während der Fortpflanzungszeit vom 1. Mai bis zum 31. August

#### Grauspecht

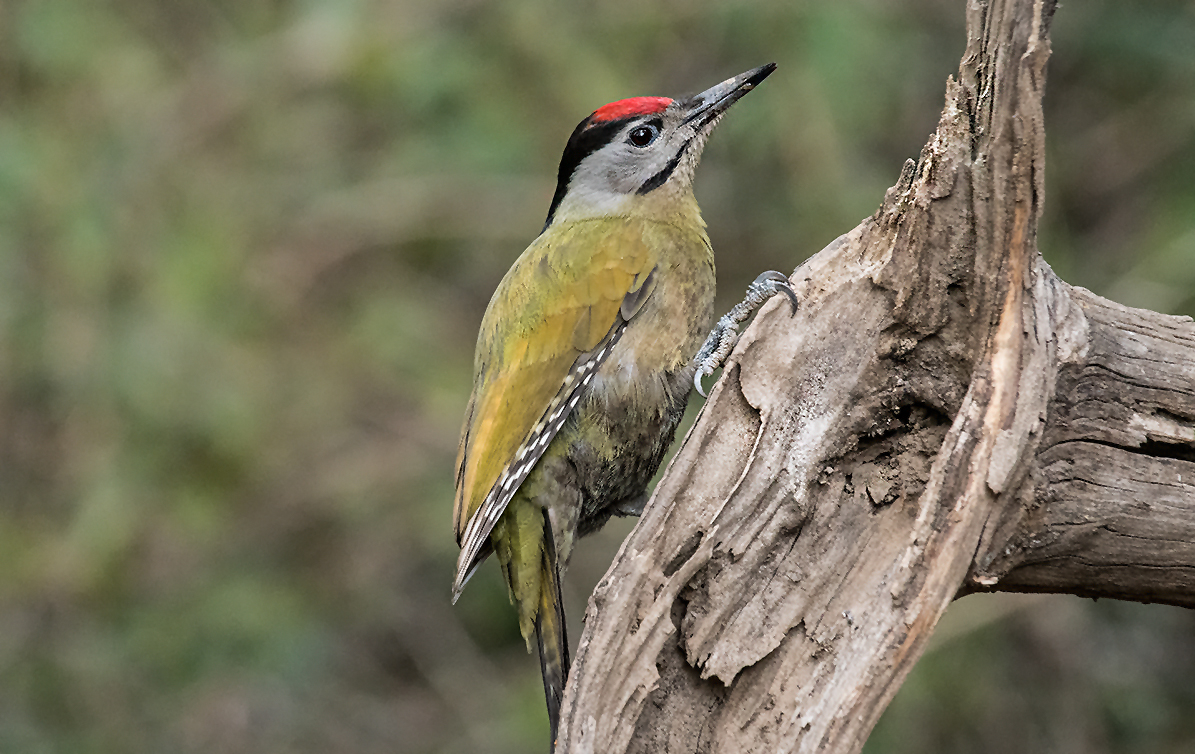
Grauspecht

Erhaltung und Entwicklung von ausgedehnten, lebensraumtypischen Laub- und Mischwäldern – vor allem Buchenwälder – mit bis zu zehn Bäumen pro Hektar sowie hohen Alt- und Totholzanteilen, die Vermeidung der Zerschneidung und Verinselung der besiedelten Waldgebiete, die Erhaltung und Entwicklung von sonnigen Lichtungen, Waldrändern, lichten Waldstrukturen und Kleinstrukturen sowie Grünland als Nahrungsflächen, die Verbesserung des Nahrungsangebotes (zum Beispiel reduzierte Düngung, keine Pflanzenschutzmittel), die Erhaltung von Höhlenbäumen sowie Förderung eines dauerhaften Angebotes geeigneter Brutbäume (besonders >100-jährige Buchen, Bäume mit Schadstellen) sowie Vermeidung von Störungen an den Brutplätzen von März bis Juli

#### Haselhuhn

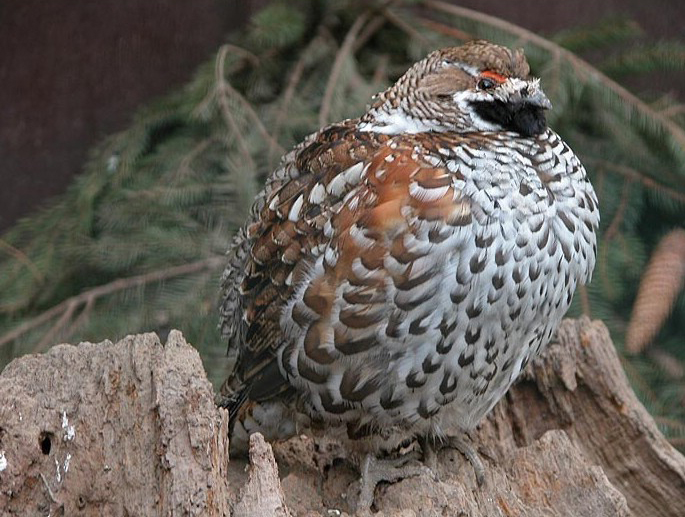
Haselhuhn

Erhaltung von strukturreichen mehrschichtigen Wäldern, die junge Stadien der Waldsukzession mit Weich- oder Pionierlaubhölzern aufweisen, Erhaltung von Niederwaldsukzession, von bach- und wegebegleitenden Laubbaumbeständen als wichtiges Element von Biotopverbundachsen, Erhaltung von krautreichen Wegrandstrukturen, von Bestandeslücken mit Bodenvegetation, von einzelnen tief beasteten Nadelhölzern und kleineren Nadelholzdickungen, von Bodenaufschlüssen zur Aufnahme von Magensteinchen und zum Staubbaden, Erhaltung der Lebensräume ohne Gefahrenquellen wie Drahtzäune und Windkraftanlagen, Erhaltung der genetischen Ausstattung der angestammten Population, die an die hiesigen Lebensbedingungen angepasst ist, Erhaltung des Nahrungsangebots, insbesondere mit Blütenkätzchen, Laubbaumknospen, Kräutern, Gräsern und Beeren für Altvögel sowie Insekten für Jungvögel und die Erhaltung störungsfreier oder zumindest störungsarmer Fortpflanzungs- und Ruhestätten sowie Nahrungshabitate während der Zeiten besonderer Empfindlichkeit (15. März bis 15. Juli) und störungsfreier oder zumindest störungsarmer Rückzugsräume im Winter

#### Mittelspecht

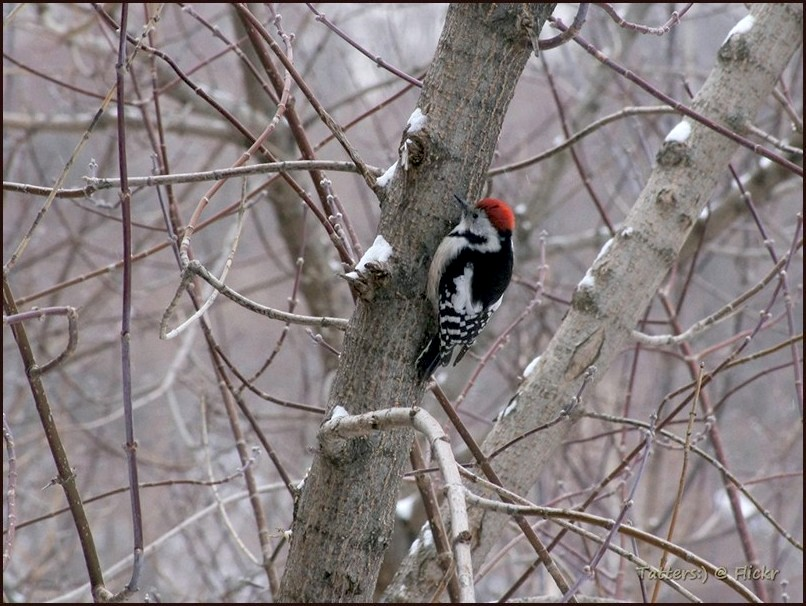
Mittelspecht

Erhaltung und Entwicklung von ausgedehnten, lebensraumtypischen Laub- und Mischwäldern sowie von Hartholzauen mit hohen Alt- und Totholzanteilen, die Erhöhung des Eichenwaldanteils, die Vermeidung der Zerschneidung und Verinselung geeigneter Waldgebiete, die Verbesserung des Nahrungsangebotes, die Erhaltung von Höhlenbäumen sowie Förderung eines dauerhaften Angebotes geeigneter Brutbäume sowie die Vermeidung von Störungen an den Brutplätzen von März bis Juni

#### Neuntöter
Erhaltung von extensiv bewirtschafteten Streuobst-, Grünland- und Heidegebieten, von Nieder- und Mittelhecken aus standortheimischen Arten, insbesondere dorn- oder stachelbewehrte Gehölze, Erhaltung der Streuwiesen und offenen Moorränder, Erhaltung von Einzelbäumen und Büschen in der offenen Landschaft, von Feldrainen, Graswegen, Ruderal-, Staudenfluren und Brachen, Acker- und Wiesenrandstreifen, von Sekundärlebensräumen wie aufgelassene Abbaustätten mit vorgenannten Lebensstätten sowie Erhaltung des Nahrungsangebots, insbesondere mit größeren Insekten

#### Raufußkauz

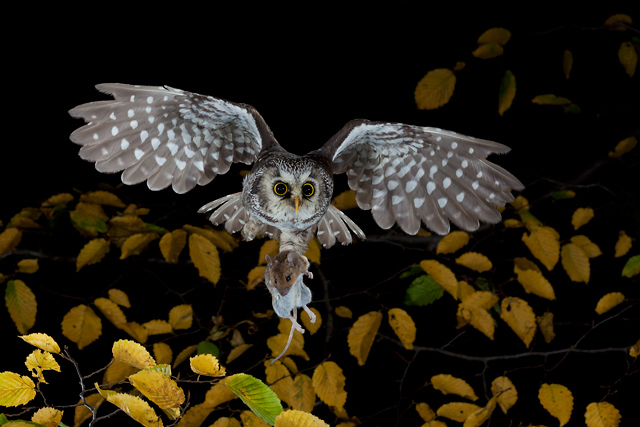
Raufußkauz

Erhaltung und Entwicklung von ausgedehnten, reich strukturierten Mischwäldern (vor allem Buchenwäldern) mit hohen Alt- und Totholzanteilen sowie mit deckungsreichen Tageseinständen, die Vermeidung der Zerschneidung der besiedelten Waldgebiete, die Erhaltung und Entwicklung von Lichtungen und Blößen als Nahrungsflächen, die Erhaltung und Förderung eines dauerhaften Angebotes von Höhlenbäumen sowie die Vermeidung von Störungen an den Brutplätzen von März bis Juli

#### Raubwürger

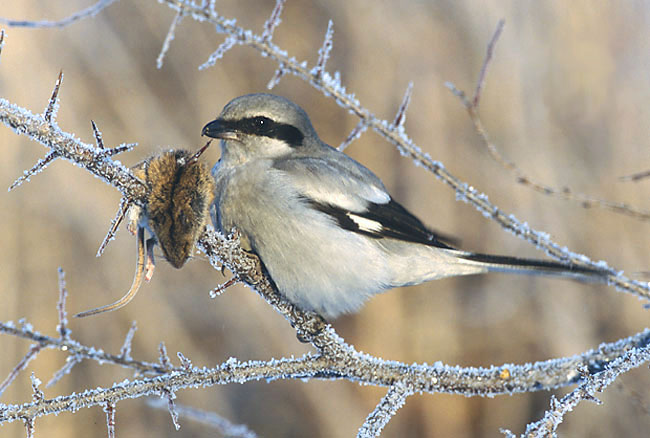
Raubwürger

Erhaltung von ausgedehnten extensiv bewirtschafteten Streuobstwiesen mit zahlreichen Büschen, von Heckengebieten mit den dortigen Kleinstrukturen wie Steinriegelhecken, kleinflächige Brachen, sumpfige Senken, Einzelbüsche und -bäume, unbefestigte Feldwege, Erhaltung der beweideten Wacholderheiden mit Busch- und Baumgruppen, Erhaltung von magerem Grünland, von Ödland- und Bracheflächen sowie Saumstreifen, Erhaltung der Moore mit Büschen und Bruchwaldinseln, der quelligen Stellen und sumpfigen Senken, Erhaltung von unzerschnittenen Landschaften, insbesondere ohne befestigte Wege und Straßen, Erhaltung des Nahrungsangebots, insbesondere mit Kleinsäugern und Großinsekten sowie Erhaltung störungsfreier oder zumindest störungsarmer Fortpflanzungsstätten während der Fortpflanzungszeit vom 15. Februar bis zum 15. Juli

#### Rotmilan

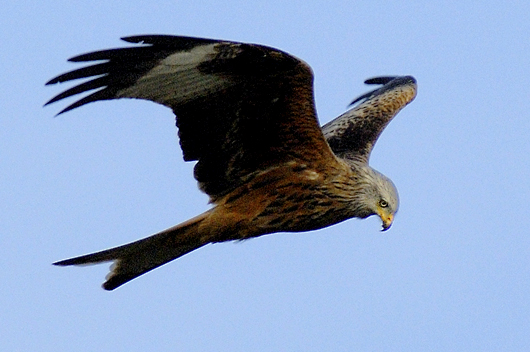
Rotmilan

Erhaltung von vielfältig strukturierten Kulturlandschaften mit lichten Waldbeständen, von Feldgehölzen, großen Einzelbäumen und Baumreihen in der offenen Landschaft, von Grünland, von Altholzinseln und alten, großkronigen Bäumen mit freier Anflugmöglichkeit, Erhaltung der Bäume mit Horsten, der Lebensräume ohne Gefahrenquellen wie nicht vogelsichere Freileitungen und Windkraftanlagen sowie die Erhaltung störungsfreier oder zumindest störungsarmer Fortpflanzungsstätten während der Fortpflanzungszeit vom 1. März bis zum 31. August

#### Schwarzkehlchen

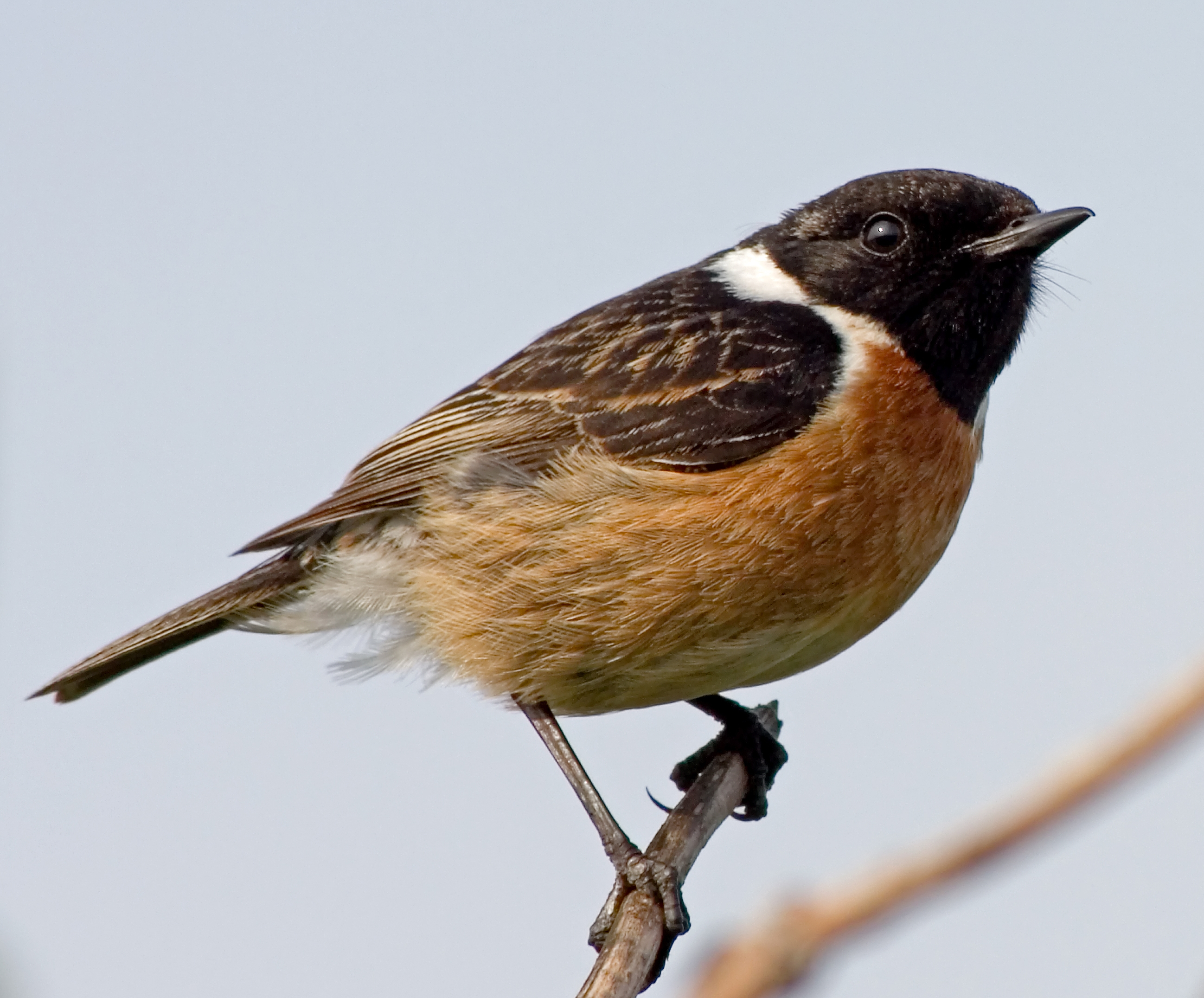
Schwarzkehlchen

Erhaltung und Entwicklung von extensiv genutzten Offenlandflächen mit insektenreichen Nahrungsflächen, die Extensivierung der Grünlandnutzung (Grünlandmahd erst ab dem 15. Juli, Mosaikmahd von kleinen Teilflächen, keine Düngung, keine Pflanzenschutzmittel), die habitaterhaltenden Pflegemaßnahmen (extensive Beweidung (Schafen, Ziegen) möglichst ab 1. August, Erhalt einzelner Büsche und Bäume) sowie die Vermeidung von Störungen an den Brutplätzen von April bis Juli

#### Schwarzspecht

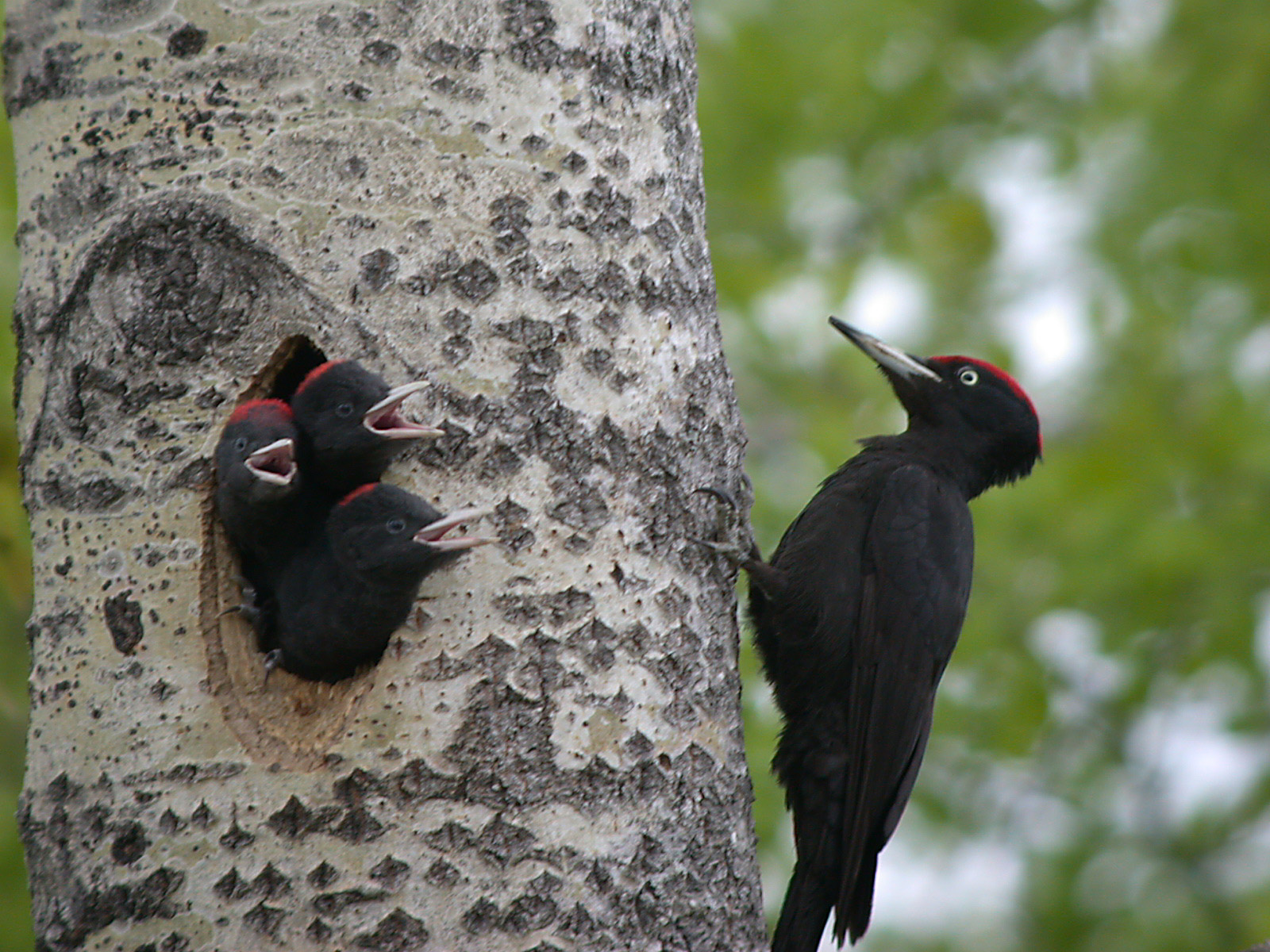
Schwarzspecht

Erhaltung und Entwicklung von lebensraumtypischen Laub- und Mischwäldern – vor allem Buchenwälder – mit hohen Alt- und Totholzanteilen, die Vermeidung der Zerschneidung der besiedelten Waldgebiete, die Erhaltung und Entwicklung von sonnigen Lichtungen, Waldrändern, lichten Waldstrukturen und Kleinstrukturen (Stubben, Totholz) als Nahrungsflächen, die Verbesserung des Nahrungsangebotes (keine Pflanzenschutzmittel), die Erhaltung von Höhlenbäumen sowie Förderung eines dauerhaften Angebotes geeigneter Brutbäume (besonders >100-jährige Buchen) sowie die Vermeidung von Störungen an den Brutplätzen von März bis Juni
Der Schwarzspecht (Dryocopus martius) war 1981 Vogel des Jahres in Deutschland.

#### Schwarzstorch
Erhaltung der natürlichen und naturnahen Feuchtgebiete wie Flussniederungen, Auenlandschaften und Moore, der Flachwasserzonen an stehenden und schwach fließenden Gewässern sowie der Überschwemmungsflächen, der Röhrichte, Großseggenriede und Schilfbestände mit offenen Gewässerbereichen, Erhaltung von langen Röhricht -Wasser-Grenzlinien wie sie durch Buchten, Schilfinseln und offene Wassergräben sowie kleinere freie Wasserflächen innerhalb der Röhrichte zustande kommen, Erhaltung von großflächigen Offenlandkomplexen aus Grünland und Mooren mit hohen Grundwasserständen, Erhaltung einer Wasserqualität, die gute Sichtbedingungen für den Beutefang gewährleistet, der Lebensräume ohne Gefahrenquellen wie nicht vogelsichere Freileitungen, ungesicherte Schornsteine und Windkraftanlagen, Erhaltung des Nahrungsangebots, insbesondere mit Fischen, Amphibien, Kleinsäugern, Großinsekten, Reptilien und Regenwürmern sowie die Erhaltung störungsfreier oder zumindest störungsarmer Rast- und Schlafplätze sowie Überwinterungs- und Nahrungsgebiete

#### Sperlingskauz

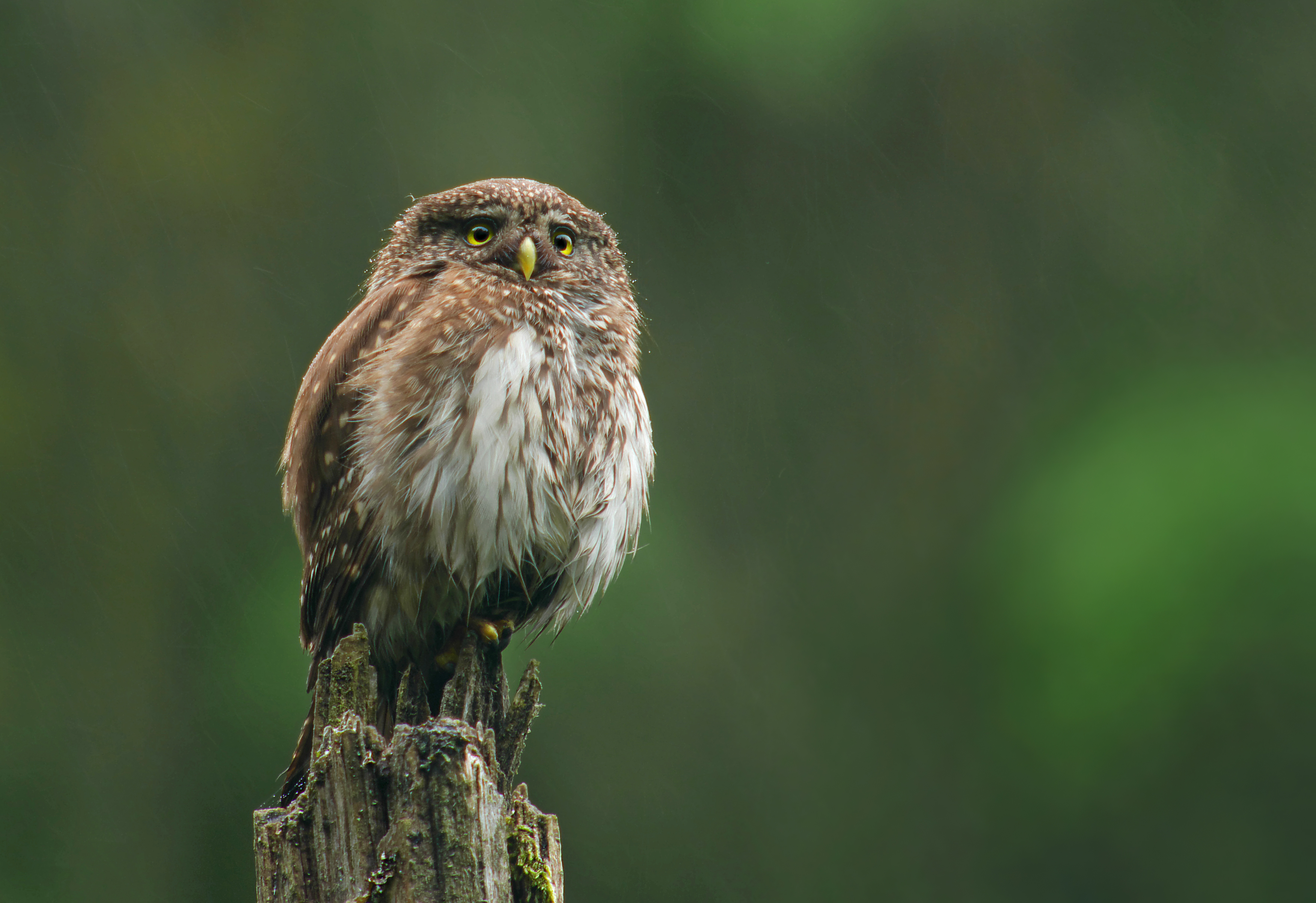
Sperlingskauz

Erhaltung und Entwicklung von ausgedehnten, reich strukturierten Nadel- und Mischwäldern unterschiedlicher Altersklassen (einschließlich alter Fichtenwälder) mit hohen Alt- und Totholzanteilen sowie mit einem guten Höhlenangebot, die Erhaltung und Entwicklung von angrenzenden lichteren Waldflächen als Nahrungsflächen (Schneisen, Waldwiesen, Waldränder), die Erhaltung und Förderung eines dauerhaften Angebotes von Höhlenbäumen sowie die Vermeidung von Störungen an den Brutplätzen von März bis Juli

#### Wachtelkönig

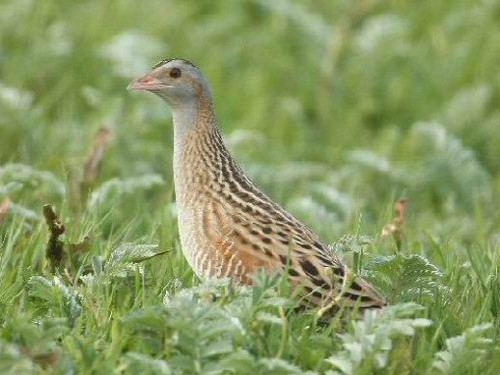
Wachtelkönig

Erhaltung und Entwicklung von extensiv genutzten Mähwiesen, Feucht- und Nassbrachen, Großseggenriedern, Hochstauden- und Pionierfluren im Überflutungsbereich von Fließgewässern, die Vermeidung der Zerschneidung und Verinselung der besiedelten Lebensräume, die Verbesserung des Wasserhaushaltes zur Stabilisierung eines hohen Grundwasserstandes in Feuchtgebieten und Grünländern, die Extensivierung der Grünlandnutzung (Mahd im 200-m-Umkreis von Rufplätzen erst ab dem 1. August, möglichst Mosaikmahd von kleinen Teilflächen, Flächenmahd ggf. von innen nach außen sowie reduzierte Düngung und keine Pflanzenschutzmittel nutzen) sowie Vermeidung von Störungen an den Brutplätzen von Mai bis August

#### Wespenbussard

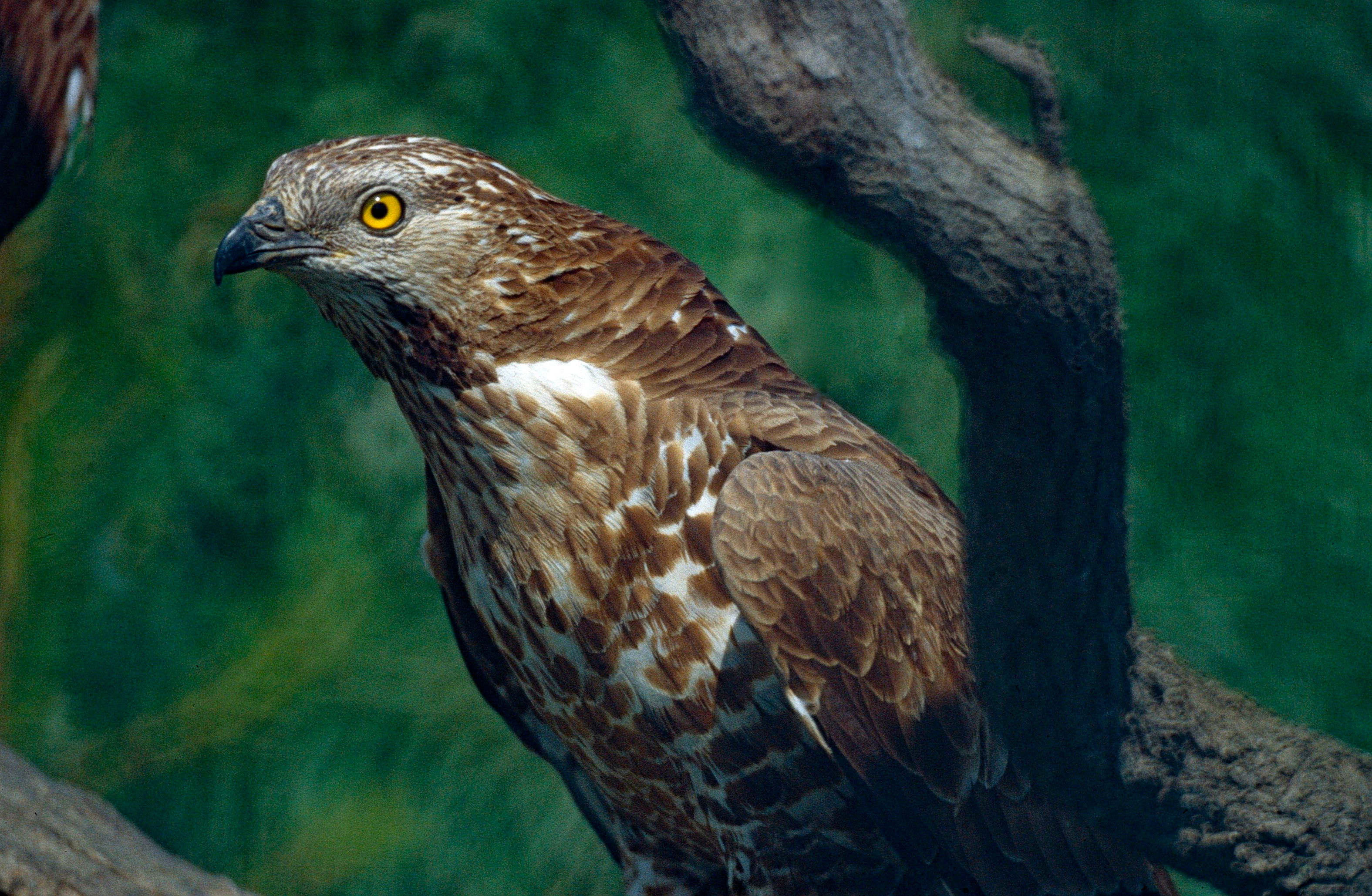
Wespenbussard

Erhaltung von vielfältig strukturierten Kulturlandschaften, lichten Laub- und Misch- sowie Kiefernwäldern, Feldgehölzen, extensiv genutztem Grünland, Altholzinseln und alten, großkronigen Bäumen mit freier Anflugmöglichkeit, Erhaltung der Magerrasen, Bäumen mit Horsten, Erhaltung des Nahrungsangebots, insbesondere mit Staaten bildenden Wespen und Hummeln sowie Erhaltung störungsfreier oder zumindest störungsarmer Fortpflanzungsstätten während der Fortpflanzungszeit vom 1. Mai bis zum 31. August

#### Wiesenpieper
Erhaltung und Entwicklung von extensiv genutzten, feuchten Offenlandflächen mit insektenreichen Nahrungsflächen (zum Beispiel Nass-, Feucht-, Magergrünländer, Brachen, Heideflächen und Moore), die Verbesserung des Wasserhaushaltes zur Stabilisierung eines hohen Grundwasserstandes in Grünländern sowie die Extensivierung der Grünlandnutzung

## Zusammenhang mit anderen Schutzgebieten
Mit dem Vogelschutzgebiet „Wälder und Wiesen bei Burbach und Neunkirchen“ sind folgende, zusammenhängende Schutzgebiete (Auswahl) ausgewiesen:
- FFH-Gebiet „In der Gambach“ (DE-5214-301)
- FFH-Gebiet „Gilsbachtal“ (DE-5214-302)
- FFH-Gebiet „Bergwiesen Lippe mit Buchheller- und Mischebachtal“ (DE-5214-303)
- FFH-Gebiet „Rübgarten“ (5214-305)
- FFH-Gebiet „Weier- und Winterbach“ (DE-5214-306)
- FFH-Gebiet „Grosser Stein mit umgebenden Buchenwäldern“ (DE-5214-307)
- FFH-Gebiet „Hickengrund / Wetterbachtal“ (DE-5214-308)
- FFH-Gebiet „Buchheller-Quellgebiet“ (DE-5214-309)
- Naturschutzgebiet „Weiher- und Winterbach“ (SI-003)
- Naturschutzgebiet „Gambach“ (SI-011)
- Naturschutzgebiet „Mahlscheid“ (SI-034)